# 再現できたら100万円!THE神業チャレンジ
『THE神業チャレンジ』ザ カミワザチャレンジ）は、2021年よりTBS系列で放送されている、TBSテレビ制作のバラエティ番組。現行のタイトルへと変更されたのは2025年5月20日放送分からで、番組開始当初は『再現できたら100万円! THE神業チャレンジ』のタイトルで放送されていた。

## 概要
世界中で大流行している"神業動画"に、さまざまな芸能人が本気で挑戦し、再現出来たらその場で賞金を獲得できる番組。当初は100万円だったが、100万円以外にも10万円やそれ以上の賞金が獲得できるチャレンジが増えたため、2025年5月20日放送分からは「再現できたら100万円!」のサブタイトルが削除された。
当初は単発の特番としてスタートし、2021年から2023年までの間に8回にわたって放送が行われた。2023年4月11日からは毎週火曜19:00 - 20:00（JST）にてレギュラー放送を実施。これにより、MCを務めるチョコレートプラネットにとって初のゴールデンレギュラーMC番組となった。

## 出演者

### MC
スタジオでの進行以外に、チョコプラ2人が自ら神業チャレンジに挑戦する場合がある。
- チョコレートプラネット（長田庄平・松尾駿）[4]
  - 字幕放送では、長田は水色、松尾は黄色で表示される。

### パネラーゲスト

#### 特番時代
☆：スペシャルゲスト
第1回
- 池田美優[4]
- ジェシー（SixTONES）[4]

第2回
- 小芝風花☆[5]
- 池田美優[5]
- ジェシー（SixTONES）[5]

第3回
- 池田美優[6]
- 清原果耶☆[6]
- 佐藤栞里[6]
- ジェシー（SixTONES）[6]
- 間宮祥太朗☆[6]
- 出川哲朗[6]

第4回
- 小池徹平☆[7]
- 佐藤栞里[7]
- 池田美優[7]
- 山崎弘也（アンタッチャブル）[7]

第5回
- 池田美優[8]
- 佐藤栞里[8]
- 陣内智則[8]
- 那須雄登（美 少年 / ジャニーズJr.）☆[8]

第6回
- 池田美優[9]
- 川島明（麒麟）[9]
- 高杉真宙[9]
- 高山一実[9]
- 山崎弘也（アンタッチャブル）[9]

第7回
- 池田美優[10]
- 佐藤栞里[10]
- 陣内智則[10]
- 小芝風花[10]

第8回
- 池田美優[11]
- 河田陽菜（日向坂46）[11]
- ジェシー（SixTONES）[11]
- 出川哲朗[11]
- 山崎弘也（アンタッチャブル）[11]

#### レギュラー時代
※出演の多い者のみ
- 梅沢富美男
- ニューヨーク（嶋佐和也・屋敷裕政）[12]
- 陣内智則
- 佐藤栞里
- 井森美幸
- 池田美優（みちょぱ）
- アンミカ

### 実況
- 伊藤隆佑（TBSアナウンサー）
- 杉山真也（TBSアナウンサー）
  - 字幕放送では、緑色で表示される。

### ナレーション（天の声）
- 田子千尋：パイロット版も含めて担当[13]。レギュラー版ではスタジオでの神業チャレンジの時のみ、テロップ上で「ゼウス」と表記される。(パイロット版 - 2025年3月)
- 立木文彦：(2025年4月8日 - )

## 神業チャレンジ

### 神業アーチェリー
を始めとした芸能人がアーチェリーを使った的当てなどに挑戦する企画。2022年6月12日放送分では、ジェシー（SixTONES）が本番での挑戦成功はならなかったものの、練習の時点で成功していたことが明らかになり、スタジオで抗議が発生する事態になった。

#### 水上流鏑馬アーチェリー
水上バイクの後ろに乗って矢を放ち、10m先にある瓶を射抜けたら100万円。

### 神業目隠し太鼓の達人
アーケードゲーム『太鼓の達人』で表示される画面を、シートで隠した状態でフルコンボ（ノーミスで1曲完走）を目指す。判定枠で「不可」が出たり何も表示されなかった場合は失敗。チャンスは1曲につき2回まで与えられる。
初回（2022年1月4日放送分）ではDJ KOO（TRF）、譜久村聖（モーニング娘。）、パーマ大佐の3人が1曲ずつ挑戦し、パーマ大佐が「さくらんぼ」のおにレベルを2回目の挑戦でフルコンボを達成し100万円を獲得。
第2回は1stステージで「むずかしい」レベル、2ndステージで「おに」レベルの楽曲に1曲ずつ挑戦する2ステージ制が設けられ、高野洸とパーマがクリア。前回に続けてクリアしたパーマには「紅」おにレベルをクリアすれば、賞金を倍の200万円贈呈する特別ルールが設けられたが失敗に終わった。
第3回以降は3ステージ制が導入され、1st・2ndをクリアした者はFINALステージ「紅」おにレベルの挑戦権が与えられ、スタジオでパネラーが見守る中、一発勝負でフルコンボを目指す。
第5回ではFINAL進出経験者のパーマ・高野・植村颯太に加え、本チャレンジ出場経験者の数名に敗者復活枠を設け、1名がFINALに進出するルールが設けられた。基本はフルコンボ達成者が勝者となるが、複数出た場合は「良」を多く叩き出した数で決まる。1人ずつ挑戦し他の挑戦者は、後方に用意された席に座って見守る様態となった。FINALには過去最多の4人が挑戦も成功者は現れなかった。
挑戦者は本番1週間前から家庭用ゲームや携帯端末を使って練習を積む。本番では特設会場でチャレンジし各曲1回まで失敗が許され、2回続けて失敗をした時点でチャレンジ終了となる。
挑戦はハウスバチ以外にマイバチの使用が認められている。
FINALの「紅」挑戦はスタジオで行われ、挑戦者は周囲の音で演奏に支障を来さぬようヘッドフォンを着用。
レギュラー版からは挑戦者を選抜する「ルーキー編」がスタート。1週間の練習を経て2回の挑戦以内にフルコンボを達成すれば10万円+(100万円をかけた)本戦出場権を獲得。(詳細は後述）

#### 太鼓の達人「双打」
1人で2つの太鼓を使って演奏し、左側の太鼓で「ふつう」レベル、右側を「むずかしい」レベルで挑み、フルコンボすれば100万円。第6回（2023年1月4日放送分）では、ファイナルステージで登場し、1stステージの「おに」レベルをクリアした者のみ挑戦権が与えられた。なお、本チャレンジは「神業目隠し」とは異なり、画面を見た状態で演奏する。

#### 太鼓の達人 ルーキー編
「神業目隠し太鼓の達人」の特別版。「太鼓の達人」の経験がほぼゼロの芸能人が挑戦し、むずかしいレベルの楽曲をフルコンボすれば、本戦出場権と賞金10万円が与えられる。チャンスは2回。

### 神業居合い斬り
時速160kmの球を居合いで射抜ければ100万円獲得。

### 神業ビリビリ100万円クレーン
1stは通常のクレーンゲームにて1000円以内で4つの景品を獲得すればクリア。FINALは制限時間70秒以内にクレーンゲームのレバーを操り、設置された鉄線のコースを移動し、制限時間までに100万円を受け皿まで移動させることができれば100万円獲得。ただし、アームが鉄線に触れた瞬間チャレンジ失敗となる。

### 神業牛乳ケース積み
牛乳ケースを25段積み、両手を離して10秒間キープすることができれば100万円獲得。本チャレンジに制限時間はない。

### 神業巨大発泡スチロール積み重ね
巨大な発泡スチロールを25段積み重ねることができれば100万円獲得。

### 神業アカペラカラオケ
アイマスクを着用して音程グラフが見えない状態に加えて、ヘッドホンを着用してメロディーが聴こえない状態で採点カラオケに挑戦。95点以上を出せば100万円獲得。
歌詞を全て記憶することに加え、画面が見えない状態で歌い出しのタイミングを体内時計を頼りに合わせなければならない。
なお、曲のイントロは最初の5秒間のみ聴くことが出来る。ただし、5秒経過後は最後まで聴くことができない。

### 神業ドライバーショット
ティーショットで、175ヤード先に特設された幅3mのフェアウェイにボールを乗せれば100万円獲得。チャンスは全部で3球。フェアウェイの手前に落ちたボールが、転がってフェアウェイの上に乗るのは成功と見なされない。

### 神業ボウリングストライク
時速170kmの車に乗ったままボールを放ち、ストライク（設置されたボウリングのピン10本を全て倒す）が出来れば100万円獲得。
2022年7月29日放送分（特番第6回）で、この神業チャレンジに挑戦したMCの松尾駿（チョコレートプラネット）は、ピン横にセッティングされたカメラを計4台（総額40万円分）破壊した。さらに松尾は、レギュラー第4回のチャレンジでも、50万円のGoProを破壊した。

### 神業時間差ストライクボウリング
1つ目のボールは横回転させた状態で投げずにレーンに転がし、その間に2つ目のボールを投げてストライクを取る。ピンが並び替えられて10本並び直ったところで、1つ目に投げたボールでストライクさせれば100万円獲得。

### 神業ぬるぬるポール渡り
地上2mに特設された全長12mの筒状のぬるぬるポールを渡り、その先にあるフラッグを掴むことができれば100万円獲得。チャンスは1人2回。
第2回では、ポールに傾斜がつき、直径と旗が小さくなり難易度が増した。さらに収録当日は生憎の雨の中で行われた。

### 神業脳かべドライブ
サーキットコースに設置された様々な形の壁を、最高時速40km/hのバイクに乗って通過する。壁は全部で10枚用意され、壁に空いた穴に通り抜けることができれば100万円獲得。コースはジグザグ状に設置された3枚の「ジグザグ脳かべ」と片手を上げた状態で通過する4枚の「片手ハンズアップ脳かべ」、そして肘を90度に曲げて通過する「片手直角脳かべ」が2枚、最終関門には挑戦者の身体に合わせて形づくられた「激狭脳かべ」を通過しなければならない。3回壁に擦ったり制限時間2分以内にゴールに辿り着けないと失敗となる。

### 神業空中一本橋カラオケ
地上16mの一本橋でカラオケ（DAM精密採点Ai）に挑戦し、95点以上を出せば100万円獲得。

### 神業サイレントハウス
4つのステージで構成されたサイレントハウスに入り、50db以上の音を出さずに全てのチャレンジをクリアしたら100万円獲得。

### 神業目隠しピアノ
目隠しをした状態でピアノを弾き、音符をミス2回以内で1曲弾き切れば100万円獲得。譜面の暗記だけでなく、鍵盤の位置を記憶する記憶力が試される。

### 神業グラグラバス
ワイングラス3つを乗せたお盆を持ってバスに乗車し、路線バスのルートを元にしたオリジナルコース（所要5.5km）を完走しきれば100万円獲得。

### 神業リフティング
上空から落ちてくるサッカーボールをトラップし、リフティングを成功させれば100万円獲得。3ステージ制で、1stは地上15m、2ndは地上20m、この2ステージを成功した者のみ、FINALの25m相当の高さにチャレンジできる。チャンスは1st・2ndは2回ずつ。FINALは3回。リフティングの回数は1st・2ndは3回。FINALは5回。

### 神業ダンスダンスレボリューション
アーケードゲーム「Dance Dance Revolution」を、画面が一切見えない状態でプレイし、1度も間違えることなく1曲完走すれば100万円獲得。

### 神業ママチャリ
全長350m・最大傾斜15度の坂をママチャリで完走すれば100万円獲得。スタートして一定時間が経つと、競輪選手が後ろから追走を始める。途中で転倒したり地面に足がついたり、競輪選手に追い抜かれたりするとチャレンジ失敗。

### 神業ルービックキューブ
上空3800mからスカイダイビングで降下し、パラシュートが開くまでの45秒間で、6面あるルービックキューブのうち、1面でも揃えることができたら成功。

### 神業スカイダイビングボウリング
高度3800mの上空からスカイダイビングで降下し、設置された巨大なボウリングのピンを全て倒せば成功。

## 100万円獲得者
| 獲得者名                           | 企画                     | 獲得回数                         | 備考 |
| ---------------------------------- | ------------------------ | -------------------------------- | ---- |
| ジェシー（SixTONES）               | 神業アーチェリー         | 6回                              |      |
| 本田望結                           | 神業アーチェリー         | 1回                              |      |
| 高岸宏行（ティモンディ）           | 神業アーチェリー         | 3回                              |      |
| 野田クリスタル（マヂカルラブリー） | 神業アーチェリー         | 1回                              |      |
| 山本千尋                           | 神業アーチェリー         | 1回                              |      |
| 村上佳菜子                         | 神業アーチェリー         | 1回                              |      |
| 吉田沙保里                         | 神業アーチェリー         | 1回                              |      |
| パーマ大佐                         | 神業太鼓の達人           | 3回                              |      |
| 高野洸                             | 神業太鼓の達人           | 1回                              |      |
| 松丸亮吾                           | 神業太鼓の達人           | 1回                              |      |
| 河野玄斗                           | 神業太鼓の達人           | 1回                              |      |
| 松井咲子                           | 神業ピアノ               | 1回                              |      |
| まなまる                           | 神業ピアノ               | 1回                              |      |
| そうちゃん                         | 神業ピアノ               | 2回                              |      |
| よみぃ                             | 神業ピアノ               | 2回                              |      |
| 太鼓の達人双打                     |                          | 2回                              |      |
| 佐野晶哉（Aぇ! group）             |                          | 2回                              |      |
| 神業目隠しカラオケ                 |                          | 2回                              |      |
| 秋倉諒子                           | 1回                      |                                  |      |
| 渋谷凪咲                           | 1回                      | 神業牛乳瓶ケース積み             |      |
| かなで（3時のヒロイン）            | 1回                      | 神業ダンスダンスレボリューション |      |
| 菅田琳寧（7 MEN 侍）               | 1回                      | 神業ぬるぬるポール渡り           |      |
| 大村朋宏（トータルテンボス）       | 1回                      | 神業お家ピタゴラドミノ           |      |
| 松田元太（Travis Japan）           | 1回                      | 神業空中一本橋カラオケ           |      |
| おいでやす小田                     | 1回                      | 神業脳かべドライブ               |      |
| シュウペイ（ぺこぱ）               | 1回                      | 神業リフティング                 |      |
| 福本大晴                           | 1回                      | 神業ダンスダンスレボリューション |      |
| 森渉                               | 神業ママチャリ           | 2回                              |      |
| 森渉                               | お家ピタゴラドミノ       | 2回                              |      |
| レッド吉田（TIM）                  | 神業ドライバーショット   | 2回                              |      |
| 深澤辰哉（Snow Man）               | 神業クレーンゲーム       | 1回                              |      |
| 高橋光臣                           | 神業ストライクボウリング | 1回                              |      |

## 放送リスト

### パイロット版
| 回数 | 放送日         | 放送時間（JST）    | 100万円獲得者                                  | 企画                               | 備考                        |
| ---- | -------------- | ------------------ | ---------------------------------------------- | ---------------------------------- | --------------------------- |
| 1    | 2021年05月15日 | 土曜 14:00 - 14:54 | なし                                           |                                    | 『土曜☆ブレイク』枠で放送。 |
| 2    | 2021年09月19日 | 日曜 21:00 - 22:48 | なし                                           |                                    | 全国ネット                  |
| 3    | 2022年01月04日 | 火曜 19:00 - 22:57 | パーマ大佐                                     | 目隠し太鼓の達人                   | 全国ネット                  |
| 3    | 2022年01月04日 | 火曜 19:00 - 22:57 | よみぃ                                         | 目隠しピアノ                       | 全国ネット                  |
| 4    | 2022年03月25日 | 金曜 19:00 - 22:00 | 高野洸                                         | 目隠し太鼓の達人                   | 全国ネット                  |
| 4    | 2022年03月25日 | 金曜 19:00 - 22:00 | よみぃ                                         | 目隠しピアノ                       | 全国ネット                  |
| 5    | 2022年06月12日 | 日曜 18:30 - 21:00 | なし                                           |                                    | 全国ネット                  |
| 6    | 2022年07月29日 | 金曜 19:00 - 22:00 | なし                                           |                                    | 全国ネット                  |
| 7    | 2022年10月02日 | 日曜 19:00 - 20:54 | 秋倉諒子、佐野晶哉                             | 神業アカペラカラオケ               | 全国ネット                  |
| 8    | 2023年01月04日 | 水曜 19:00 - 22:57 | ジェシー（SixTONES）、高岸宏行（ティモンディ） | ロウソク火消しアーチェリーショット | 全国ネット                  |
| 8    | 2023年01月04日 | 水曜 19:00 - 22:57 | 菅田琳寧（7 MEN 侍 / ジャニーズJr.）           | 神業ぬるぬるポール渡り             | 全国ネット                  |
| 8    | 2023年01月04日 | 水曜 19:00 - 22:57 | 大村朋宏（トータルテンボス）一家               | お家ピタゴラドミノ                 | 全国ネット                  |
| 8    | 2023年01月04日 | 水曜 19:00 - 22:57 | レッド吉田（TIM）                              | 神業ドライバーショット             | 全国ネット                  |
| 8    | 2023年01月04日 | 水曜 19:00 - 22:57 | パーマ大佐                                     | 目隠し太鼓の達人                   | 全国ネット                  |

## ネット局
| 放送対象地域   | 放送局                    | 系列    | 放送日時           | ネット状況 |
| -------------- | ------------------------- | ------- | ------------------ | ---------- |
| 関東広域圏     | TBSテレビ（TBS）          | TBS系列 | 火曜 19:00 - 20:00 | 【制作局】 |
| 北海道         | 北海道放送（HBC）         | TBS系列 | 火曜 19:00 - 20:00 | 同時ネット |
| 青森県         | 青森テレビ（ATV）         | TBS系列 | 火曜 19:00 - 20:00 | 同時ネット |
| 岩手県         | IBC岩手放送（IBC）        | TBS系列 | 火曜 19:00 - 20:00 | 同時ネット |
| 宮城県         | 東北放送（tbc）           | TBS系列 | 火曜 19:00 - 20:00 | 同時ネット |
| 山形県         | テレビユー山形（TUY）     | TBS系列 | 火曜 19:00 - 20:00 | 同時ネット |
| 福島県         | テレビユー福島（TUF）     | TBS系列 | 火曜 19:00 - 20:00 | 同時ネット |
| 新潟県         | 新潟放送（BSN）           | TBS系列 | 火曜 19:00 - 20:00 | 同時ネット |
| 長野県         | 信越放送（SBC）           | TBS系列 | 火曜 19:00 - 20:00 | 同時ネット |
| 山梨県         | テレビ山梨（UTY）         | TBS系列 | 火曜 19:00 - 20:00 | 同時ネット |
| 静岡県         | 静岡放送（SBS）           | TBS系列 | 火曜 19:00 - 20:00 | 同時ネット |
| 中京広域圏     | CBCテレビ（CBC）          | TBS系列 | 火曜 19:00 - 20:00 | 同時ネット |
| 富山県         | チューリップテレビ（TUT） | TBS系列 | 火曜 19:00 - 20:00 | 同時ネット |
| 石川県         | 北陸放送（MRO）           | TBS系列 | 火曜 19:00 - 20:00 | 同時ネット |
| 近畿広域圏     | 毎日放送（MBS）           | TBS系列 | 火曜 19:00 - 20:00 | 同時ネット |
| 鳥取県・島根県 | 山陰放送（BSS）           | TBS系列 | 火曜 19:00 - 20:00 | 同時ネット |
| 岡山県・香川県 | RSK山陽放送（RSK）        | TBS系列 | 火曜 19:00 - 20:00 | 同時ネット |
| 広島県         | 中国放送（RCC）           | TBS系列 | 火曜 19:00 - 20:00 | 同時ネット |
| 山口県         | テレビ山口（tys）         | TBS系列 | 火曜 19:00 - 20:00 | 同時ネット |
| 愛媛県         | あいテレビ（itv）         | TBS系列 | 火曜 19:00 - 20:00 | 同時ネット |
| 高知県         | テレビ高知（KUTV）        | TBS系列 | 火曜 19:00 - 20:00 | 同時ネット |
| 福岡県         | RKB毎日放送（RKB）        | TBS系列 | 火曜 19:00 - 20:00 | 同時ネット |
| 長崎県         | 長崎放送（NBC）           | TBS系列 | 火曜 19:00 - 20:00 | 同時ネット |
| 熊本県         | 熊本放送（RKK）           | TBS系列 | 火曜 19:00 - 20:00 | 同時ネット |
| 大分県         | 大分放送（OBS）           | TBS系列 | 火曜 19:00 - 20:00 | 同時ネット |
| 宮崎県         | 宮崎放送（mrt）           | TBS系列 | 火曜 19:00 - 20:00 | 同時ネット |
| 鹿児島県       | 南日本放送（MBC）         | TBS系列 | 火曜 19:00 - 20:00 | 同時ネット |
| 沖縄県         | 琉球放送（RBC）           | TBS系列 | 火曜 19:00 - 20:00 | 同時ネット |

## スタッフ

### レギュラー版（2025年7月29日放送時点）
- ナレーション：立木文彦
- 構成：大平尚志、近藤雄亮、しゃーくおかだ、デーブ八坂、山形遼介
- SW：遠山眞史
- VE：石塚英雄、佐藤光、吉村裕翔、安藤孔一、北澤希美、山中颯太【週替り】
- カメラ：藤田敬介
- 音声：宮川康一
- 照明：新井惇也 PROGRESSO
- 編集：辻本昌義、辻泰治、杉本啓二【週替り】
- MA：小峯優久、船木拓也【週替り】
- 音効：舛谷佑樹、山中寛子（2023年7月4日 - ）
- 美術プロデューサー：高岸夕葵
- 美術デザイン：岩井愛
- 美術ディレクター：小坂青一郎（2023年10月17日 - ）、藤井新（2025年4月 - ）
- 装置：武井恵美
- 操作：遠藤瞬【毎週】、蛭川慎也、鶴巻華恋【週替り】
- 電飾：入江智喜
- 植木装飾：猿山利昭
- アクリル装飾：吉原正典
- 特殊装置：朝熊智浩【週替り】
- ヘアメイク：山口亜希子
- イラスト：中村サトル
- 消え物：時吉真由美【週替り】
- 技術協力：Zeta、J-crew、Swish Japan.inc、千代田ビデオ、ABYSS、セッターズ、ほか【週替り】
- 協力：TechCarry、東京オフラインセンター、ほか【週替り】
- TK：大木浩子、本田浩子【週替り】
- 宣伝︰齋藤朱里（TBSテレビ、2024年11月 - ）
- 編成：山﨑純（TBSテレビ、2025年3月11日 - ）
- AD：加賀瑞季【毎週】、村中理乃、金井榛二郎、張正俊、佐伯岳斗、佐藤優衣、前多奏吾、對中成葉、中根蒼葉、亀川夢乃、宮本晃樹、平野怜、三浦幹太、落合和也、大島勝利、澁谷海人、長嶺つき乃、吉野亜美、中川彩乃【週替り】
- AP：長谷川和音、狐崎海、小林大輝、赤坂瑛美、伊藤実知子、神崎奈央子、竹原由利子【週替り】
- ディレクター：佐伯直哉、神野正義、片野慎吾、片倉静佳、中村遼、長谷川優太、田端裕一、岡本裕太、河原一貴、鴻巣祐司、宮原健、前川コーファン、小林直裕、中須賀美里、伊藤史、松本博樹、築舘健太、野田雄大、田中健太、高田直、見崎陽亮、町田洋昌、境清吾、小倉卓、桒田洸治、内田義之【週替り】
- 演出：鶴巻昌宏、久保基樹、妹尾篤志、永山靖章、奥川祐輝、扇山篤司【週替り】
- 総合演出：林博史
- プロデューサー：久田誠司、加藤ユノ、菊池絢子、中尾まなみ【毎週】、長瀬徹、加藤大樹、勝俣幸多、大松千紗都【週替り】
- 制作プロデューサー：髙木大輔（macaroni）、山根知之（2024年4月2日 - ）
- 制作協力：ゲンカイエンターテインメント【毎週】、ZION【週替わり】
- 製作：macaroni（#1のみUNITED PRODUCTIONSと表示）、TBS【毎週】

### レギュラー版 過去のスタッフ
- 構成︰細川拓朗、石原慎也
- 照明：米満優莉
- 美術ディレクター：小美野淳一（2023年9月まで）、宗次宏光（2025年3月まで）
- 電飾：小堀里奈（2023年9月まで）、山中怜（山中→2023年10月17日 - ）
- アクリル装飾：森美男
- 編成：寺田淳史[3]・野村和矢（共にTBSテレビ、野村→2024年1月30日 - ）
- AD：丸山莉世、滝澤巧実、山本鈴奈、山内淑仁、服部周平、大貫翔平、野口幸人、蓬莱亮、藤井裕太、竹内宏輝、鵜飼和也、岡田紗愛、安部来美、松岡美希、小林直裕、長嶺つき乃、富山沙耶、堀井千聖、鎌田隼人、菅野日和、工藤千楓、早津マリア蓮、村山蒼太、高野冬斗、蒲原咲、瀬尾成一、三島芹菜、田中琳太郎、太田陽尚、佐古七海、倉田倫直、三浦碧人、三浦広大、松本留偉、沖田貴之、後藤千尋、小林亜美、赤平圭亮、八木秀之、柴崎祐輔、水上湧斗、舘石千夏、中村彩希、中本和馬、福永愛香、望月椋太
- AP：木村日和、今戸健人、小林未来、薮内智子、山岡恭典、山本怜奈、加藤綾花、髙橋尚輝、草野健太郎、高沼舞衣、高見良、三輪さくら、山口莉那
- ディレクター：雨宮佑介、小林恵美、中田健士、川﨑俊明、平賀知博、津宏典、瀬戸亘、出井文明、松延由子、加賀祐太、木村亮、野口眞嗣、松﨑秀峰、中野成美、滝島春樹、平岡諒（平岡→以前はAD）、坂本浩章、佐藤亮太、岡村洋平、大野寿之、大塚英二、丸山剛、岡山薫、浅野慶太、野村直大
- 演出：堀景輔、丹野樹史（BULLY CAT）、内山真吾、広瀬陽一（ピコパンチ）、高橋立志
- プロデューサー：田村裕行（macaroni）、田之頭洋一、長谷川麗、武井陽介（エヂカラ）、増村紀男（すくらむ）、馬場哉（メディアプルポ）、古川志郎、石井一弘、堀だいすけ、武富博志（武富→以前はディレクター）、住田雄一、石川剛、塚本佳代、岡本計
- 制作プロデューサー：大橋豪（UNITED PRODUCTIONS）
- 制作協力：エヂカラFACTORY&HR、BULLY CAT、すくらむ、オフイチ、ピコパンチ、ぷろぺら、ROFL、NEXTEP

### パイロット版
- 構成：大平尚志（第1回 - 第4回・第6回 - 第8回）、石原慎也（第1回 - 第8回）、近藤雄亮、細川拓朗（共に第3回 - 第8回）
- SW：遠山眞史（第4回 - 第8回、第1回・第3回はカメラ、第2回はCAM）
- VE：佐藤光（第4回・第8回）
- カメラ：市川眞法（第4回 - 第8回）
- 音声：宮川康一（第1回・第2回・第4回 - 第8回）
- 照明：前田貢伺（第8回）PROGRESSO（第5回 - 第8回）
- イラスト：中村サトル（第1回・第5回 - 第8回）
- 編集：辻本昌義、亀田駿哉（共に第7回・第8回）
- MA：小峯優久（第7回・第8回）
- 音効：舛谷佑樹（第1回 - 第8回）
- 美術プロデューサー：高岸夕葵（第1回 - 第8回）
- 美術デザイン：岩井愛（第1回・第3回 - 第8回）、中村嘉邦（第3回 - 第8回）
- 装置：武井恵美（第1回 - 第8回）
- 操作：田村勝行（第8回、第2回 - 第6回は装飾）
- 電飾：入江智喜（第3回・第5回 - 第8回）
- アクリル装飾：森美男（第2回 - 第8回）
- 生花装飾：猿山利昭（第3回 - 第8回）
- メイク：北山久美子（第8回）
- 技術協力：Zeta（第1回 - 第8回）、77（第4回・第6回 - 第8回）、文化工房、プレゼンス・クルー、エキスプレス（共に第8回）、東京ストリーミング、studio BASE（共に第7回・第8回）
- 協力：成田射撃場、成田スカイウェイBBQ（CAMP）、株式会社緑山スタジオ・シティ（共に第8回）、TAITO（第5回・第8回）、東京オフラインセンター（第7回・第8回）、パセラリゾーツ 銀座店（第5回・第8回、第3回・第4回は撮影場所）、バンダイナムコアミューズメント（第3回 - 第6回・第8回）
- 映像提供：Caters News（第8回）
- 編成：寺田淳史（TBSテレビ、第1回 - 第8回）、川口佳太（TBSテレビ、第8回）
- AD：滝澤巧実、丸山莉世、山本鈴奈、平岡諒、藤井裕太、竹内宏輝、大貫翔平、野口幸人、滝航、新井麻友、蓬莱亮（滝澤→第3回・第5回 - 第8回、丸山→第5回 - 第8回 、大貫→第5回・第7回・第8回、野口→第5回・第6回・第8回、蓬莱→第5回・第8回、平岡→第6回 - 第8回、藤井→第7回・第8回、山本・竹内・滝・新井→第8回）
- 制作進行：長谷川和音（第4回 - 8回）
- ディレクター：妹尾篤志、永山靖章、小川真人、鶴巻昌宏、佐伯直哉、橋田裕元、堀景輔、中田健士、久保基樹、瀬戸亘（妹尾→第1回 - 第8回、久保→第1回 - 第3回・第5回・第6回・第8回、永山・佐伯→第2回 - 第8回、鶴巻→第3回 - 第8回、中田→第5回・第8回、堀→第3回 - 第6回・第8回、小川・橋田・瀬戸→第8回）
- 担当プロデューサー：久田誠司、加藤ユノ、中尾まなみ、田村裕行、陶香奈子、木村日和、増村紀男、松本奈緒美、武井陽介、薮内智子、馬場哉、加藤綾花（共に第8回、久田→第1回 - 第7回、中尾→第2回 - 第7回、木村→第2回・第3回・第7回、加藤ユ・陶・武井・加藤綾→第3回 - 第7回、加藤綾→第4回は彩花名義、薮内→第3回・第5回、馬場→第3回 - 第6回、増村→第4回・第5回・第7回、松本→第6回・第7回、田村→第7回はプロデューサー）
- プロデューサー：大橋豪（第1回 - 第4回・第8回、第5回 - 第7回は制作プロデューサー）
- 総合演出：林博史（第1 - 第8回）
- 制作：UNITED PRODUCTIONS、TBS（共に第1回 - 第8回）、オフイチ、エヂカラFACTORY&HR（共に第3回 - 第8回）、すくらむ（第4回 - 第8回）

### パイロット版 過去のスタッフ
- 構成：澤井直人（第1回・第2回）
- リサーチ：井上集（第1回）
- カメラ：清水悠貴（第2回）
- VE：石塚英雄（第1回・第3回）、吉村裕翔（第2回・第5回 - 第7回）
- 音声：神山善一（第3回）
- 照明：長谷川英樹（第2回）、江川斉（第3回・第4回・第7回）、根建勝広（第5回・第6回）
- CG：森三平（第1回）
- イラスト：リトルベア、グレートインターナショナル（共に第3回）
- 編集：滝翔太（第1回 - 第6回）、藤森智史（第3回）、内海大助（第4回 - 第6回）
- MA：小野敬太郎（第1回）、中村裕子（第2回）、平山達也（第3回）、渡邊剛盛（第4回）、芝岡亜紗美（第5回）、横田良孝（第6回）
- 操作：畠山健（第1回）、伊藤りえ（第7回）
- 装飾：東山浩美（第3回）
- 衣裳：渥美智恵（第3回）
- メイク：柿本穂乃香（第4回、第1回・第2回はヘアメイク）、内田泉（第3回）、渡邉優花（第5回）、山口亜希子（第6回）、林杏（第7回）
- 技術協力：ドローン撮影 スカイジョブ（第3回）、BullBull（第5回）、Swish Japan.inc（第6回）
- 協力：発泡スチロール協会、㈱アステックコーポレーション（共に第1回・第3回）、楽曲制作/島田尚美、東京ルクスピアノ教室（共に第2回）、五光発條株式会社、㈱大西コルク工業所（共に第3回）、渋谷アーチェリー株式会社（第4回・第7回）、Kenz赤坂本店、コナミアミューズメント、ベースランド新木場（共に第5回）、昭島ロケーションサービス、東京カルチャーカルチャー、モビリティリゾートもてぎ（共に第6回）、株式会社加瀬不動産活用、加瀬のロケ班、DAM第一興商（共に第7回）
- 撮影場所：PANDASTUDIO、SEGA SAMMY SPORTS ARENA/セガサミースポーツアリーナ（共に第3回）、千代田ビデオ（第4回、第1回は協力、第3回は技術協力）、八芳園（第4回）
- 映像提供：Volvo Trucks（第5回）
- TK：滝本優子（第1回・第3回・第4回）、海東由里奈（第2回）
- 制作進行：辻下晄（第3回、第1回はAD）
- AD：高木将哉、長谷川美穂、窪田藍（共に第1回）、永野雄己、清田僚太、小川凌大（共に第2回）、永野司（第2回・第4回）、上野草太朗、佐藤凌也、青木広実、長嶺由一郎、佐々木舞衣、下園真子、山岡諒、渡辺美海、佐藤蒼士、林紗千子（共に第3回）、楠田康平、岡田紗愛（共に第3回・第4回）、山下真奈（第3回・第4回・第6回）、田端裕一（第3回・第5回・第6回）、金田尚子、猪野菜摘、西村和馬、岩﨑渚、河田華（共に第4回）、水戸部帆乃加（第4回・第5回、第4回は穂乃加名義）、村上つき恵（第5回・第7回）、村野哲史、菅桃香、宮里奏音（共に第6回）、飯嶌慶士、宮上莉菜（共に第7回）
- ディレクター：海老根達朗（第1回 - 第6回）、真鍋正孝（第2回）、雨宮佑介（第2回 - 第7回）、林口広平、関根欧介（共に第3回）、村田遼（第4回）、小林恵美（第6回）、佐藤祐基（第6回・第7回）
- チーフディレクター：冨田雅也（第1回）
- プロデューサー：上野浩幸（第1回 - 第3回）、髙川浩子（第1回・第3回 - 第6回）、大本慎太郎、内藤三保子、山本結城、狐﨑海（共に第4回）、山根知之（第4回 - 第6回）、小川兼生（第5回）、住田雄一、大城裕子（共に第5回 - 第7回）